# Fotoskolan STHLM
Fotoskolan STHLM, eller Fotoskolan i Stockholm, bedriver yrkeshögskoleutbildningarna Visuell Kommunikatör Fotograf och Bildbehandlare inom det fotografiska yrkesområdet. Skolan är en del av Folkuniversitetet. Fotoskolan STHLM är Sveriges enda utbildare med två yrkeshögskoleutbildningar inom fotografisk bild och en av två utbildare, tillsammans med Nordens Fotoskola, som bedriver fotografisk yrkeshögskoleutbildning.   

## Historik
Fotografen Christer Strömholm startade tillsammans med filmaren Tor-Ivan Odulf kursen fotografisk formgivning, i Kursverksamhetens regi 1956. Den kom senare att kallas Kursverksamhetens Fotoskola, Fotoskolan eller Christer Strömholms fotoskola. Utbildningen drevs med Christer Strömholm som rektor från och med 1962. När skolan lades ned 1974 bildades istället Grundkurs för fotografisk utbildning - GFU.   Med bas från GFU skapades 1983 Nordens fotoskola vid Nordens folkhögskola. GFU lades ned efter kursavslut vårterminen 2017. 
Fotoskolan återstartade på 1990-talet. Fotoskolan STHLM har HT 19 114 studerande och är belägen på Kungstensgatan 45 i Vasastan. Skolchef  är sedan 1997 Mikael Cronwall. På Fotoskolan STHLM bedrivs yrkeshögskoleutbildningarna Visuell kommunikatör Fotograf och Bildbehandlare. Utbildningarna är helt yrkesinriktade, 2,5 år långa heltidsutbildningar som bedrivs inom yrkeshögskolan. Detta innebär bland annat ett starkt stöd från arbetslivet och att utbildningarna omfattar kurserna Lärande i arbete - LIA1 och LIA 2. Ett annat ord för LIA är praktik. 
Yrkeshögskoleutbildningen Visuell kommunikatör Fotograf utbildar mot en delvis ny yrkesroll inom skapande av visuella uttryck.s med Nordens fotoskola de enda kvarvarande yrkeshögskoleutbildningarna i fotografi i Sverige. Utbildningen är tillsamman Yrkeshögskoleutbildningen Bildbehandlare utbildar mot efterbearbetning/postproduktion av fotografisk och rörlig bild; bildbehandling, retusch, montage och färghantering. Utbildningen är Sveriges enda i sitt slag.